# Домадиці
Домадиці (словац. Domadice) — село, громада округу Левіце, Нітранський край. Кадастрова площа громади — 13.62 км².
Населення 235 осіб (станом на 31 грудня 2018 року).

## Історія
Домадиці згадується 1138 року.

## Населення
| Рік:            | 1994. | 2004.    | 2014.   | 2024.   |
| --------------- | ----- | -------- | ------- | ------- |
| Кількість осіб: | 306   | 241      | 249     | 236     |
| Різниця:        |       | -21,24 % | +3,31 % | -5,22 % |

| Рік:            | 2023. | 2024.   |
| --------------- | ----- | ------- |
| Кількість осіб: | 241   | 236     |
| Різниця:        |       | -2,07 % |